# Coupe du monde de slalom (canoë-kayak) 2010
Navigation
Coupe du monde de slalom 2009 Coupe du monde de slalom 2011
La 23e coupe du monde de slalom en canoë-kayak, organisée par la Fédération internationale de canoë, se déroule du 19 février au 4 juillet 2010.

## Calendrier
| Date             | Ville           | Pays               |
| ---------------- | --------------- | ------------------ |
| 19 au 21 février | Sydney          | Australie          |
| 1e au 3 mai      | Kaili           | Chine              |
| 28 au 30 juin    | Prague          | République tchèque |
| 26 au 27 juin    | La Seu d'Urgell | Espagne            |
| 2 au 4 juillet   | Augsbourg       | Allemagne          |

## Résultats
Le tableau recense les vainqueurs de chaque catégorie pour chacune des étapes.
| Catégorie  | Drapeau du Royaume-Uni         |                        |                        |                                | Drapeau de la Tchéquie     |
| C-1 hommes | Edern Le Ruyet                 | Ian Borrows            | Michal Jáně            | Stanislav Ježek                | Nico Bettge                |
| C-1 femmes | Jessica Fox                    | Cen Nanqin             | Cen Nanqin             | Jessica Fox                    | Cen Nanqin                 |
| C-2 hommes | Ladislav Škantár/Peter Škantár | Hu Minghai/Shu Junrong | Hu Minghai/Shu Junrong | Ladislav Škantár/Peter Škantár | David Schröder/Frank Henze |
| K-1 hommes | Daniele Molmenti               | Tan Ya                 | Daniele Molmenti       | Daniele Molmenti               | Hannes Aigner              |
| K-1 femmes | Corinna Kuhnle                 | Shu Zhenghua           | Jasmin Schornberg      | Maialen Chourraut              | Jennifer Bongardt          |

## Classement final
| Épreuve   | Or                             | Argent                                | Bronze                 |
| --------- | ------------------------------ | ------------------------------------- | ---------------------- |
| C1 hommes | Matej Beňuš                    | Alexander Slafkovský                  | Stanislav Ježek        |
| C1 femmes | Cen Nanqin                     | Leanne Guinea                         | Jana Dukátová          |
| C2 hommes | Ladislav Škantár/Peter Škantár | Pavol Hochschorner/Peter Hochschorner | Hu Minghai/Shu Junrong |
| K1 hommes | Daniele Molmenti               | Michael Kurt                          | Vavřinec Hradilek      |
| K1 femmes | Jana Dukátová                  | Corinna Kuhnle                        | Elena Kaliská          |